# Antonio Velázquez de Narváez
Antonio Velázquez de Narváez (Cuéllar, S.XVI ) fue un conquistador español.

## Biografía
Hijo de Rodrigo Velázquez y de María de Narváez, y, por lo tanto, pariente del gobernador Diego Velázquez de Cuéllar y sobrino carnal de Pánfilo de Narváez, ya que su madre era hermana de aquel conquistador.
Se desconoce la fecha de su llegada a América. La primera noticia que se tiene data de 1518, cuando marcha a Cuba con su tío Pánfilo de Narváez. Fue uno de los primeros conquistadores de Nueva España, y de las provincias de Pánuco, Nueva Galicia y Guaxaca. Sirvió con armas y caballos, gastándose grandes sumas de dinero durante 1523-1530. En 1547 le encontramos avecindado en México, tenía muchos hijos e hijas por casar, era pobre y suplicó al virrey le hiciese merced en el repartimiento.